# Поповский, Стефан

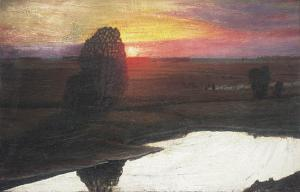
Стефан Поповский. Заход солнца

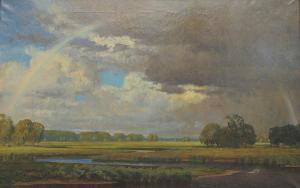
Стефан Поповский. После бури

Стефан Поповский (пол. Stefan Popowski, 21 марта 1870, Варшава — 14 декабря 1937, там же) — польский художник, пейзажист, дизайнер, художественный критик, публицист, переводчик.

## Биография
Уроки живописи брал в Варшавской школе рисования в классе В. Герсона, затем продолжил обучение, поступив в 1889 году в Императорскую Академию художеств в Санкт-Петербурге. Проучившись два семестра, отправился на год в Академию художеств в Мюнхене.
С 1891 года постоянно жил и творил в Варшаве.
Стефан Поповский был действительным членом Общества поощрения изящных искусств. В 1926—1928 годах занимал пост вице-президента Общества, а в 1924—1931 годах — распорядителя коллекции Общества поощрения, был членом жюри выставок. Состоял членом Варшавского Общества искусств и группы Pro Arte (с 1925) и художественного кружка Mazowia (с 1928).
С 1889 по 1936 год художник выставлял свои работы в Варшаве, неоднократно награждался (среди прочих, получил вторую премию на выставке «Зима в Польше», 1925).
Кроме того, он был инициатором, так называемых, «Весенних выставок» в Художественном салоне в Варшаве.

## Творчество
Прославился прежде всего как пейзажист. Отличительной гранью его таланта было романтическое изображение ночных пейзажей в разные времена года и суток. Картины Поповского были очень популярны на арт-рынке и до второй мировой войны были во многих частных коллекциях. Ещё при жизни художника ряд его полотен был отобран для коллекции Общества поощрения изящных искусств и Национального музея в Кракове.
Кроме того, Поповский занимался дизайном декоративных предметов и архитектуры. Был знатоком поэзии, писал рецензии по вопросам искусства, публицистические статьи.
Занимался переводами с французского и русского языков произведений эстетизма и работ по истории искусства.